# Université des arts (Philadelphie)
Pour les articles homonymes, voir Université des arts.
L'université des arts (en anglais : University of the Arts ou UArts) est une université américaine située dans la ville de Philadelphie en Pennsylvanie. Fondée en 1870, elle compte environ 2 300 étudiants. Son campus se trouve sur l'Avenue of the Arts, dans le quartier de Center City.

## Quelques étudiants notoires
- Maxwell Atoms, animateur et scénariste américain
- Katie Baldwin, éditrice américaine
- Bo Bartlett, peintre américain
- Irene Bedard, actrice américaine
- Adam Blackstone, compositeur américain
- Marc Blitzstein, compositeur américain
- Stanley Clarke, musicien de jazz américain
- Emory Cohen, acteur américain
- Joe Dante, réalisateur américain
- Irv Docktor, illustrateur américain
- Heather Donahue, actrice américaine
- Robin Eubanks, musicien et compositeur américain
- Kate Flannery, actrice américaine
- Mohammed Kazem, artiste émirati
- Elle King, chanteuse américaine
- Harold Knerr, illustrateur américain
- Loza Maléombho, styliste de mode ivoirienne
- Ana Ortiz, actrice américaine
- Irving Penn, photographe américain
- Vincent Persichetti, compositeur américain
- Brothers Quay, jumeaux américains, acteurs, réalisateurs, scénaristes
- Florence Quivar, chanteuse d'opéra mezzo-soprano
- Arnold Roth, illustrateur américain
- Shelley Spector, artiste
- KaDee Strickland, actrice

## Galerie

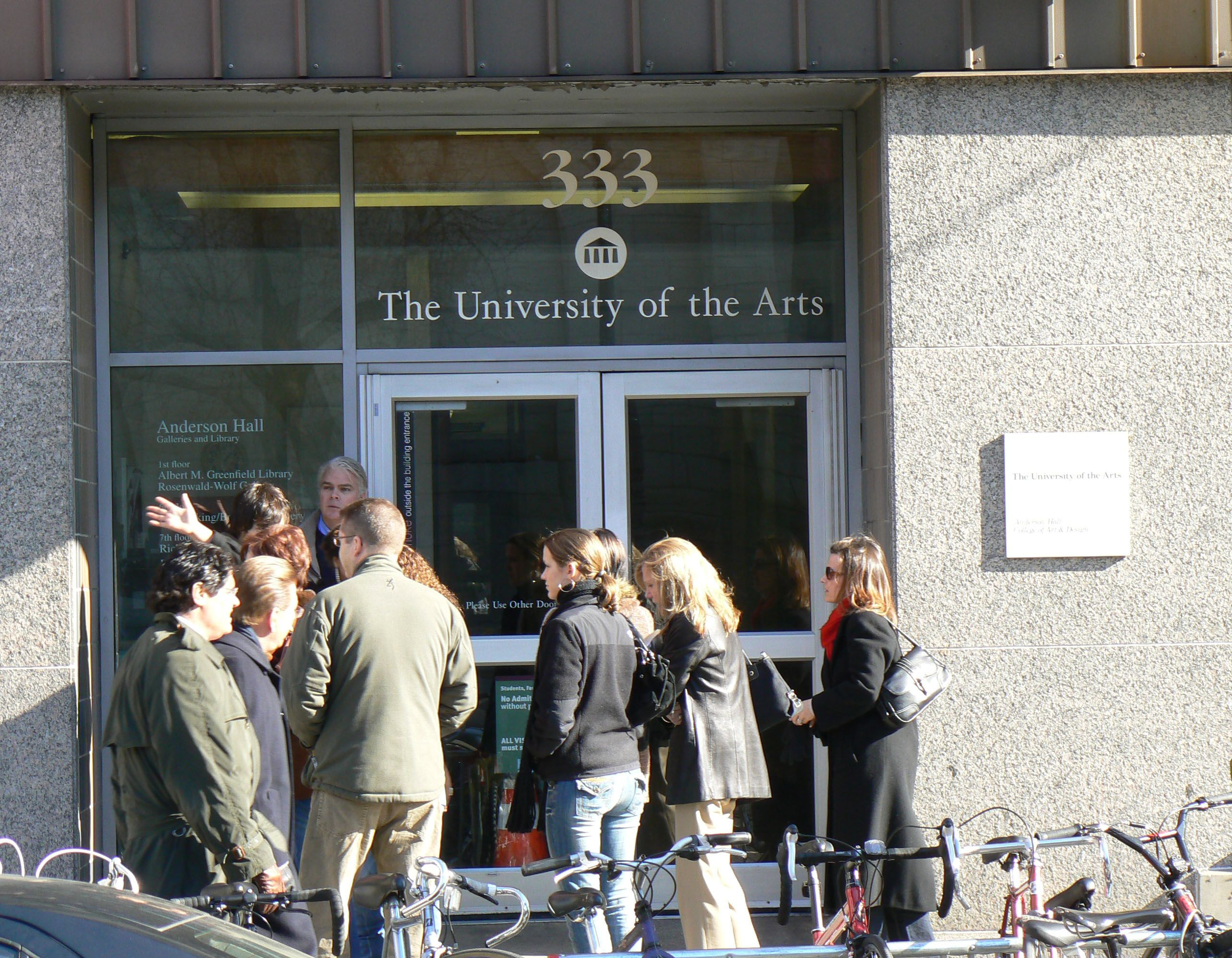
Entrée
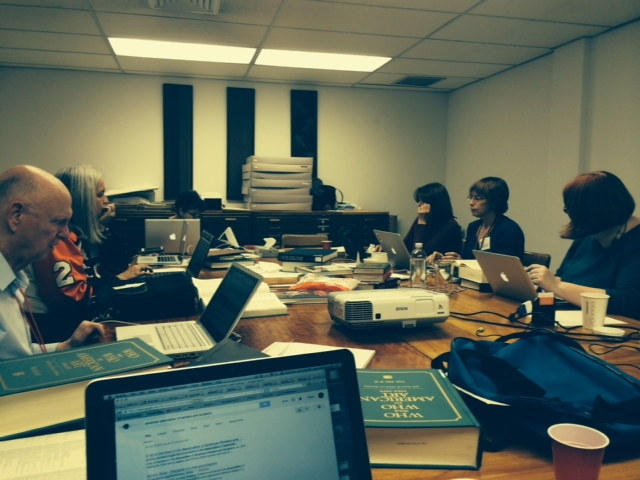
Atelier Art et Féminisme
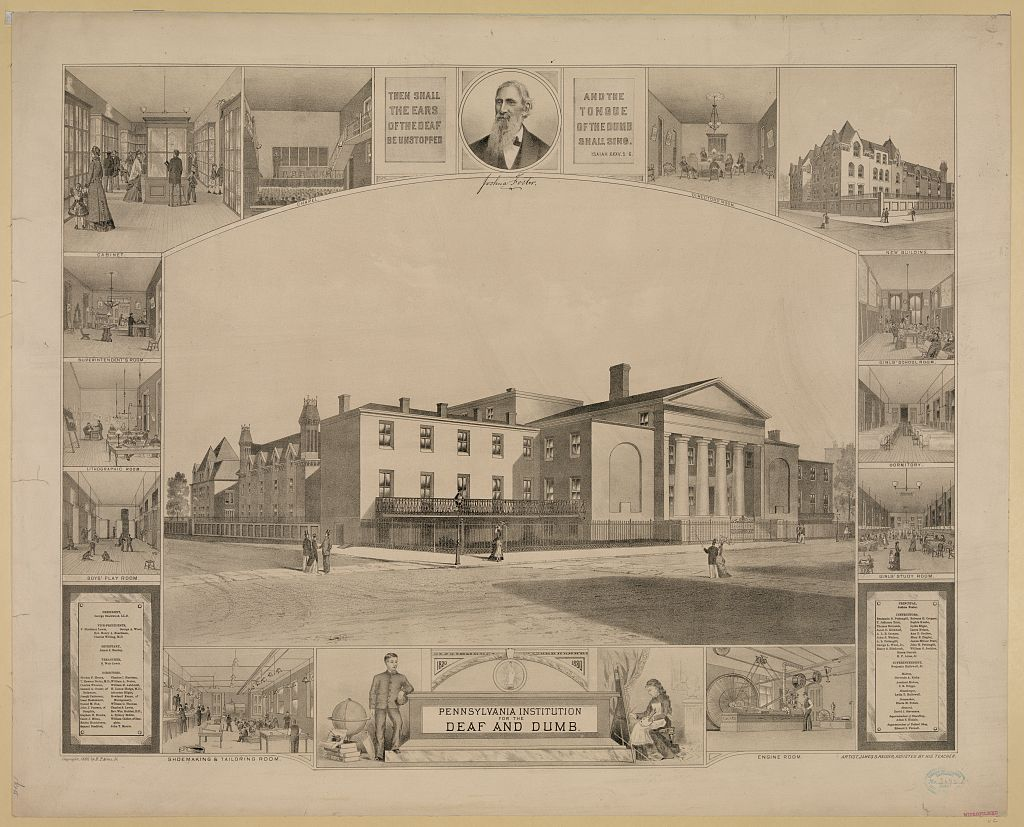
L'institution
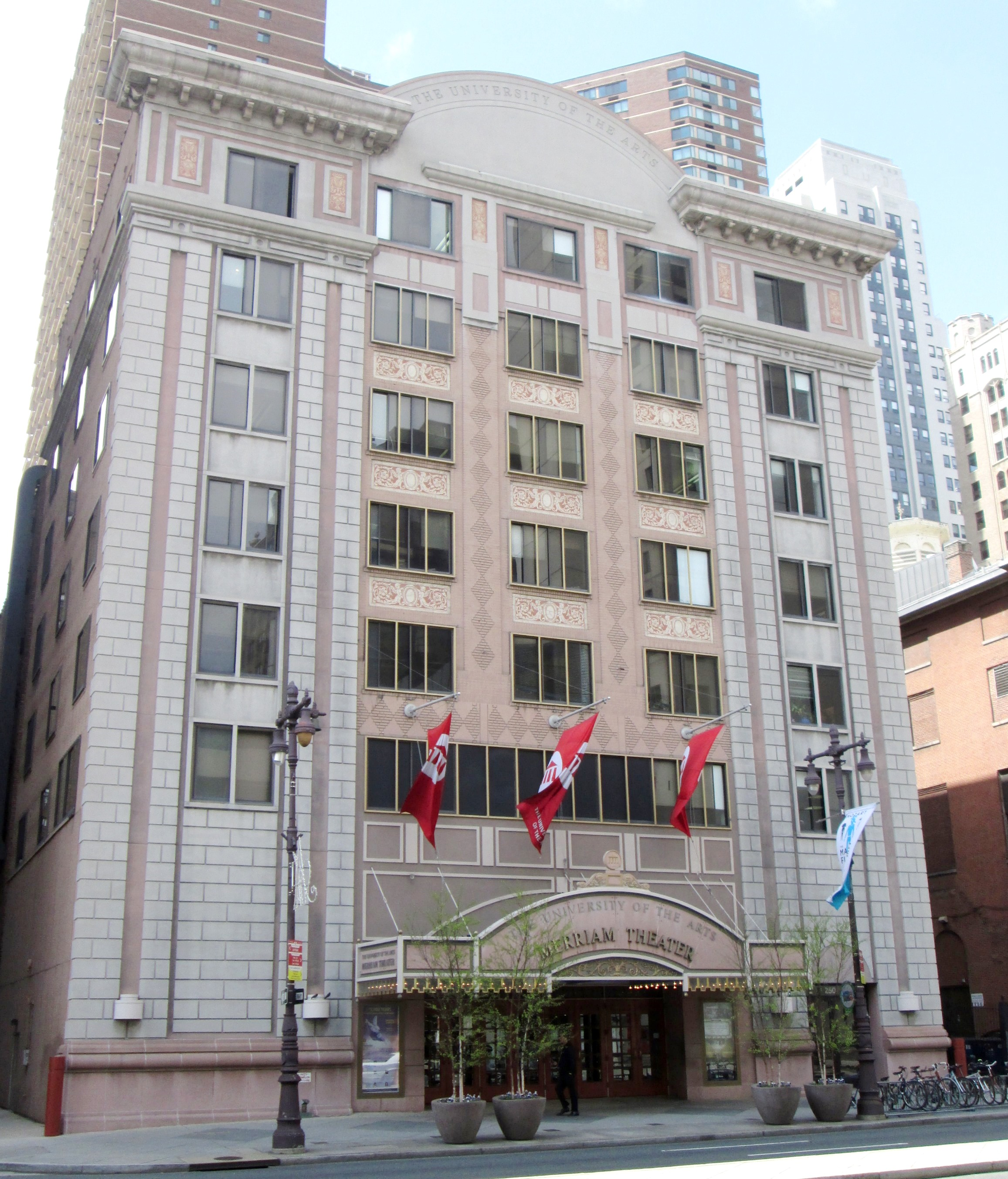
Le bâtiment